# Xiquets de Gràcia
|  | Aquest article tracta sobre la colla del segle XIX. Vegeu-ne altres significats a «Castellers de la Vila de Gràcia». |

Els Xiquets de Gràcia van ser una colla castellera de Barcelona apareguda a Gràcia durant el darrer quart del segle xix. Apareixen també a les fonts com a "Xics de Barcelona", "Xiquets de Barcelona" o, simplement, "Xiquets de Valls". En moments puntuals va arribar a descarregar castells de set i el pilar de 5.

## Història
A principis de la dècada dels 80 del segle xix un grup de persones provinents del Camp de Tarragona instal·lats a Gràcia van començar a reunir-se per practicar els castells, activitat que en aquells moments no coneixia cap tradició més enllà de les comarques tarragonines i el Penedès.
Aquest petit grup de persones van realitzar la seva activitat amb diferents alts i baixos fins a principis de la Guerra Civil. Se'n coneixen poques dades, ja que sembla que mai van formar un nucli consolidat. Fins i tot el seu nom sembla no tenir cap significat oficial, ja que no apareixen en quasi cap font de l'època com a Xiquets de Gràcia; segurament es tractés del nom popular amb el qual se'ls coneixia, apel·latiu que ha aguantat el pas del temps entre els aficionats castellers. En la seva intermitent història en destaquen tres esdeveniments:
- La participació en el Diada de Sant Fèlix de l'any 1907, per la renúncia de la Colla Nova dels Xiquets de Valls.
- L'accident patit als anys 20 durant la Festa Major de Gràcia, quan un cavall desbocat va envestir els castellers quan realitzaven la seva activitat ocasionant diversos ferits.
- L'aparició en portada del diari ABC d'una fotografia dels Xiquets de Gràcia durant la Festa Major del 1934.